# Chitinosiphon cirsorhizum
Chitinosiphon cirsorhizum är en insektsart. Chitinosiphon cirsorhizum ingår i släktet Chitinosiphon och familjen långrörsbladlöss. Inga underarter finns listade i Catalogue of Life.